# Ла-Рок-Гажак
Ла-Рок-Гажак (фр. La Roque-Gageac) — коммуна на юго-западе Франции в департаменте Дордонь (регион Аквитания).
Поселение включено в список «Самые красивые города Франции».

## География
Коммуна расположена у кромки реки Дордонь на расстоянии 8 километров юго-западнее Сарла-ла-Канеда.

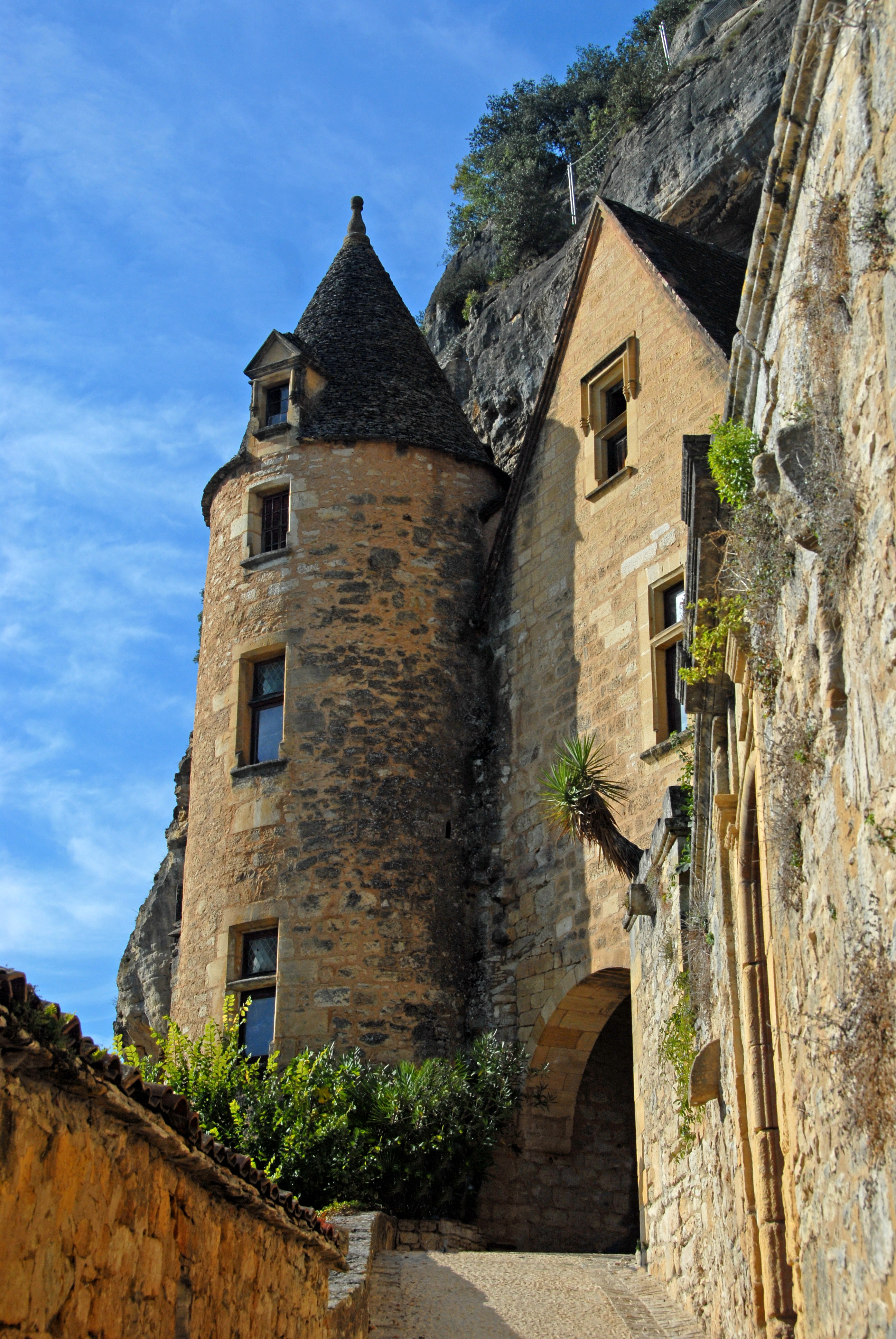
Усадьба семьи Тард

## История
В эпоху средневековья поселение Ла-Рок-Гажак насчитывало 1500 жителей. В то время здесь обитало множество рыбаков и матросов с барж, ходивших по Дордони. Этим периодом датируется церковь, крытая плитняком. Неподалёку возвышается, фланкированная круглой башней, фамильная усадьба семьи Тард (фр. Tarde) знакомых с Галилеем. В эпоху Столетней войны в Ла-Рок-Гажаке находилась резиденция епископов Сарла, которая расположена на окраине поселения. Над домами посёлка возвышаются развалины замка.
17 января 1957 года крупный кусок скалы обрушился на посёлок, уничтожив 6 домов и сарай, разрушив участок дороги. Погибло три человека.
9 января 2010 года обрушилась часть свода крепости троглодитов, обрушив часть куртины крепости, возведенной на скалистом утёсе ещё в XII веке.
3 июня 2010 года, перед началом туристического сезона, из-за угрозы обрушения скалы весом 320 тонн была закрыта департаментская дорога 703, проходящая через посёлок под скалой. Эвакуировали некоторых жителей и закрыли дорогу на 5 недель, в течение которых были проведены защитные работы и установлены сетки, задерживающие падающие камни.
Вследствие этого события посещение форта троглодитов было прекращено.

## Достопримечательности
- Крепость троглодитов
- Замок епископов Сарла (остатки)
- Шато де Тард, XV век, классифицирован в 1951 году как национальный исторический памятник
- Непосредственно рядом с посёлком находится замок Малартри, но административно он подчиняется коммуне Везак.

## Известные жители
В Ла-Рок-Гажаке родился известный французский историк, географ, астроном, теолог и философ Жан Тард (1562—1636), который познакомился с Галилеем в ходе своей поездки в Италию в 1614 году.
Также в Ла-Рок-Гажаке жил французский юрист, социолог и философ Габриель Тард (1843—1904).